# Еверестинг
Еверестинг је активност у којој се бициклиста пење и спушта низ планински успон одређени број пута како би се попео на висину од 8848 метара (надморска висина планине Монт еверест).
Први догађај описан као „Еверестинг” урадио је Џорџ Малори, унук планинара Џорџа Малорија. Млађи Малори освојио је планину Дона Буанг 1994. године, возећи осам „кругова” на планини високој 1069 метара. Формат и правила су утемељена од стране Ендија Ван Бергена, инспирисаног причом о Малоријевом изазову. У првом званичном групном покушају, Ван Берген је окупио 65 возача, од којих је 40 успешно завршило еверестинг изазов.

## Значајне еверестинг вожње
- Крег Кенон је започео еверестинг пењање и претворио га у светски рекорд за успон на највећу надморску висину у 48 сати од 29146 метара.[6]
- Том Сеип је намлађи учесник еверестинга. У узрасту од 12 година, 7 месеци и 22 дана он успешно завршава еверестинг на Ствлан Даму у Велсу.[7]
- Прва жена на еверестинг вожњи је постала Сара Хамонд у фебруару 2014. године, на успону на планину Моунт-Бафало у Аустралији од осам понављања.[8]
- Тобајас Лестел је еверестинг изазов набрже завршио, попео се на тражену висину за нешто више од 8 сати и 46 минута. Он је то учинио у Ферни Крику у Аустралији, понављајући успон 53 и нешто више пута.[9]
- Френк Гарсија је био први који је урадио "виртуални еверестинг", возивши Zwift Ватопиа зид 314 пута.[10]
- Јенс Фоигт, познат по својој фрази: „Shut up legs!”, док је пењао успон Тоифелсберг у Берлину, јануара 2017. године.[11]
- Бени Џеј Џеј. завршио је еверестинг сваког месеца 2016. године, укупно 12 еверестинга, укључујући и једну ХРС вожњу.[12][13]
- У марту 2017. године Чарли Рентоул је је поставио рекорд за успешан еверестинг на највећем успону. За то су му била потренбна само два  пењања и спуштања успона дугог 89 km на неактивном вулкану Мауна Кеа на Хавајима. Овај успон је често сврставан у најтежа пењања у свету због стрмих шљунковитих делова и велике надморске висине која на крају достиже 4200 метара.